# 李湧恩
李 湧恩（り ようおん、1983年11月26日 - ）は、台湾高雄市出身のモデル・俳優。血液型はA型。身長181cm。

## 主な出演作品

### テレビドラマ
- ぴー夏がいっぱい（2007年、中華電視公司、八大電視）
- 翻滾吧！蛋炒飯（2008年、八大電視、中国電視公司）
- 笑うハナに恋きたる（2008年、中華電視公司）
- 熱血青春（2009年、公共電視文化事業基金会）

### 舞台
- ミュージカル テニスの王子様 The Imperial Presence 氷帝 feat. 比嘉 - 鳳長太郎 役